# Elmer Holt
William Elmer Holt, född 14 oktober 1884 i Savannah, Missouri, död 1 mars 1945 i Helena, Montana, var en amerikansk demokratisk politiker. Han var Montanas guvernör 1935–1937.
Holt utexaminerades 1902 från University of Nebraska. År 1912 blev han invald i Montanas representanthus och satt där i en mandatperiod. Han var ledamot av Montanas senat 1933–1935 och fick det sistnämnda året tjänstgöra som talman.
Guvernör Frank Henry Cooney avled 1935 i ämbetet och efterträddes av Holt. Han efterträddes sedan 1937 i guvernörsämbetet av  Roy E. Ayers. Holt avled 1945 i Montana och gravsattes i Portland i Oregon.